# Sylvain Wiltord
Sylvain Wiltord (født 10. maj 1974) er en fransk fodboldspiller, der indtil videre har spillet 92 landskampe med 26 scoringer til følge (pr. august 2010). Han er pt uden klub, men har spillet for både Rennes FC, Girondins Bordeaux, Olympique Lyon, Olympique Marseille, Arsenal F.C., FC Metz og Deportivo La Coruña.